# Шлютер, Макс
Макс Шлютер (нем. Max Schlüter; 12 февраля 1878 — 5 апреля 1945) — датский скрипач и музыкальный педагог.
Учился в Копенгагенской консерватории у Вальдемара Тофте, затем в Берлине у Йозефа Иоахима. После нескольких лет гастрольной деятельности в 1909 году обосновался в Копенгагене, где некоторое время играл в Королевской капелле, но затем из-за повреждения руки вынужден был оставить исполнительство и приобрёл известность, прежде всего, как педагог. Учениками Шлютера в разные годы были, в частности, Йон Фернстрём, Ванди Творек и Якоб Гаде.